# Jus primae noctis
Jus primae noctis eller jus primæ noctis, latin for "retten til den første nat" (også fransk: droit de seigneur), er betegnelsen for en rettighed, der angiveligt eksisterede i middelalderens Europa, hvor en godsejer havde ret til at have seksuelt samkvem med sine fæstebønders nygifte koner. Ingen samtidige kilder godtgør, at denne rettighed rent faktisk eksisterede i det middelalderlige Europa, og fænomenet optræder hovedsageligt i skønlitterære værker, eksempelvis Beaumarchais' Figaros Bryllup, der ligger til grund for Mozarts opera Figaros Bryllup. Derfor anses jus primae noctis hovedsageligt som et fiktivt fænomen, der ikke var en reel juridisk rettighed i det middelalderlige Europa. I populærkulturen ses det blandt andet i filmen Braveheart og i sangen "Prima Nocte" af Suspekt.
Desmere omtales “ Jus Primae noctis” også i George Orwells bog “1984” (1949), hvor det omtales som Kapitalisternes ret til at gå i seng med de kvinder, som arbejder i førstnævntes virksomhed. Bogens hovedperson, Winston, læser om “Jus Primae Noctis” og Kapitalisternes brug af dette i en Historiebog udgivet  af “Partiet” ( som på diktatorisk vis styres af Storebroder) til børn og han gør sig tanker om, hvorvidt Historiebogen og “Jus Primae Noctis” er fiktion, hvor sidstnævnte skulle benyttes til at sætte Kapitalisterne i et dårligt lys.